# Poczep
Poczep (ros. Почеп) – miasto w obwodzie briańskim Federacji Rosyjskiej. Ludność 17 161 (stan na 2010). 
W mieście jest stacja kolejowa Poczep.

## Historia

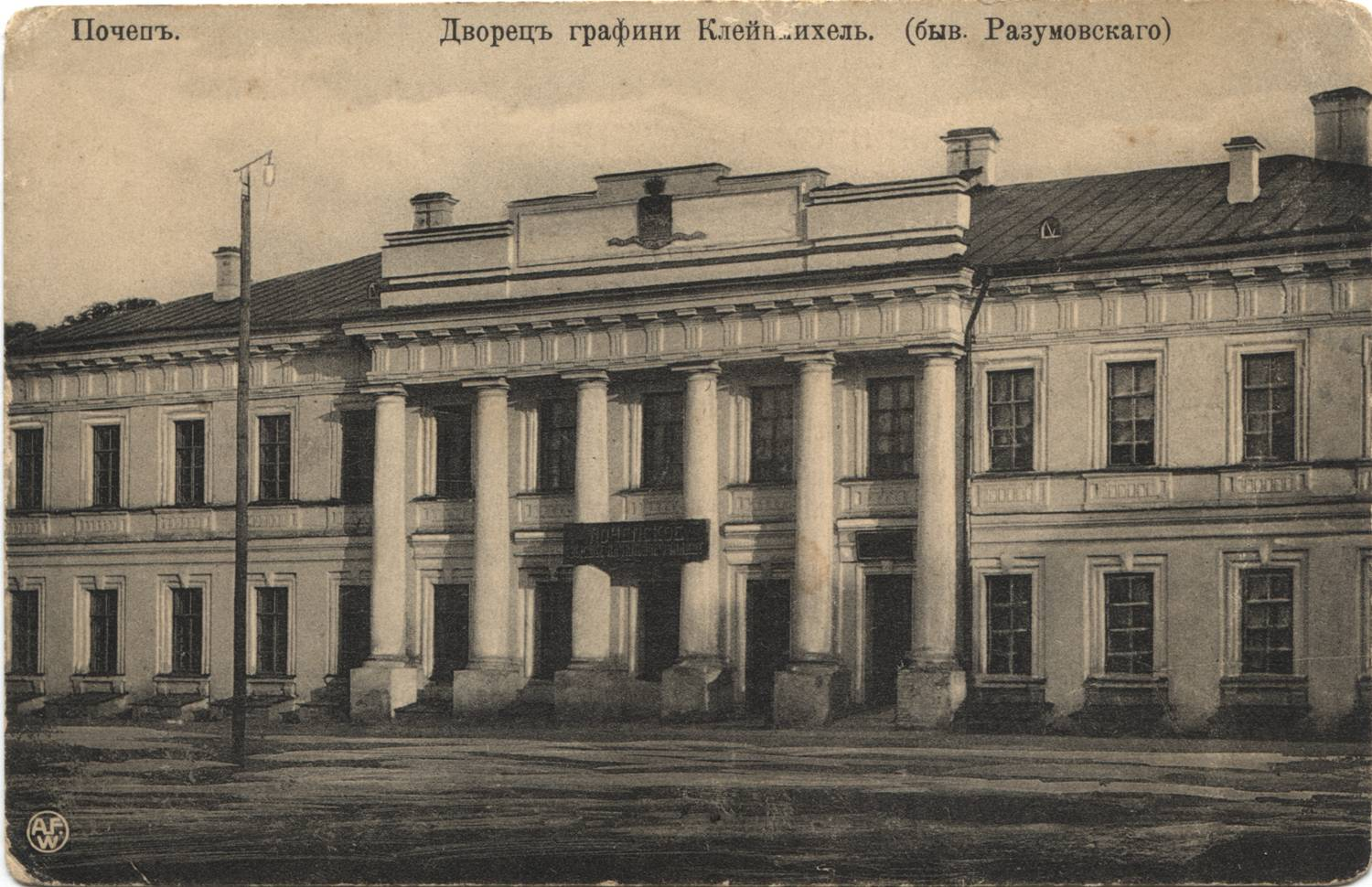
Dawny pałac w Poczepie na pocz. XX w.

W XV wieku ważne miasto Wielkiego Księstwa Litewskiego, połączonego unią z Polską. Od 1503 należało do Wielkiego Księstwa Moskiewskiego. W trakcie wojny litewsko-moskiewskiej w 1534 próbę odzyskania miasta podjęły oddziały litewskie pod wodzą Andrzeja Jakubowicza Niemirowicza, a w kolejnej wojnie w 1562 miasto zdobył Marcin Dobrosołowski. W latach 1611–1654 we władaniu Rzeczpospolita Obojga Narodów. W 1667 potwierdzono utratę na rzecz Rosji.
Ok. 1710 hetman Iwan Skoropadski podarował miasto Aleksandrowi Mienszykowowi. Ten zbudował w pobliżu fort Aleksandropolis i założył manufakturę wytwarzającą żagle okrętowe dla rosyjskiej marynarki. W 1750 miasto przeszło na własność hetmana Kiryła Razumowskiego, który wzniósł tu barokową cerkiew Zmartwychwstania, projektu włoskiego architekta Antonia Rinaldiego.

## Zabytki
- Górny Ogród
- Cerkiew Zmartwychwstania
- Cerkiew św. Eliasza

## Galeria

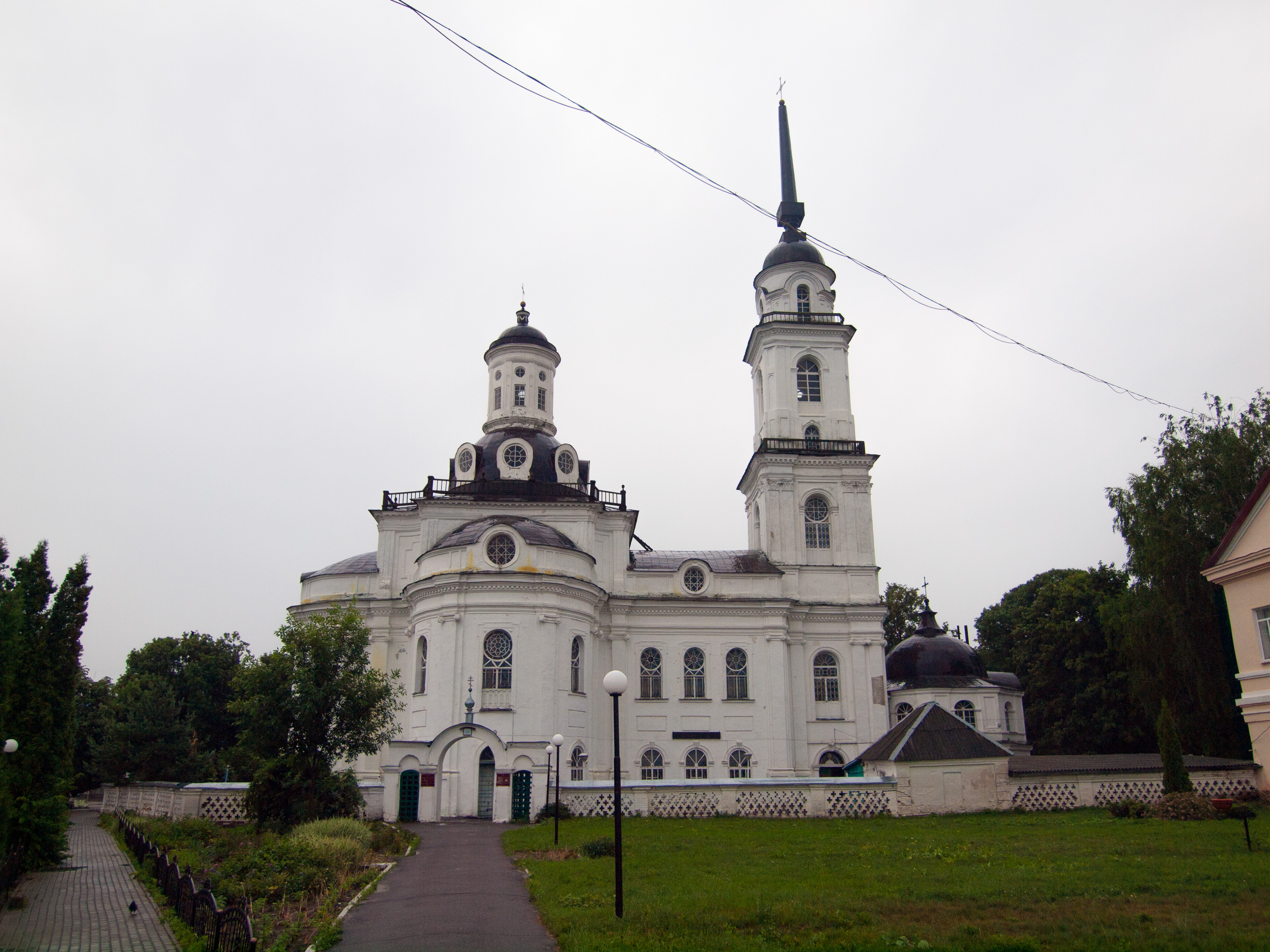
Cerkiew Zmartwychwstania
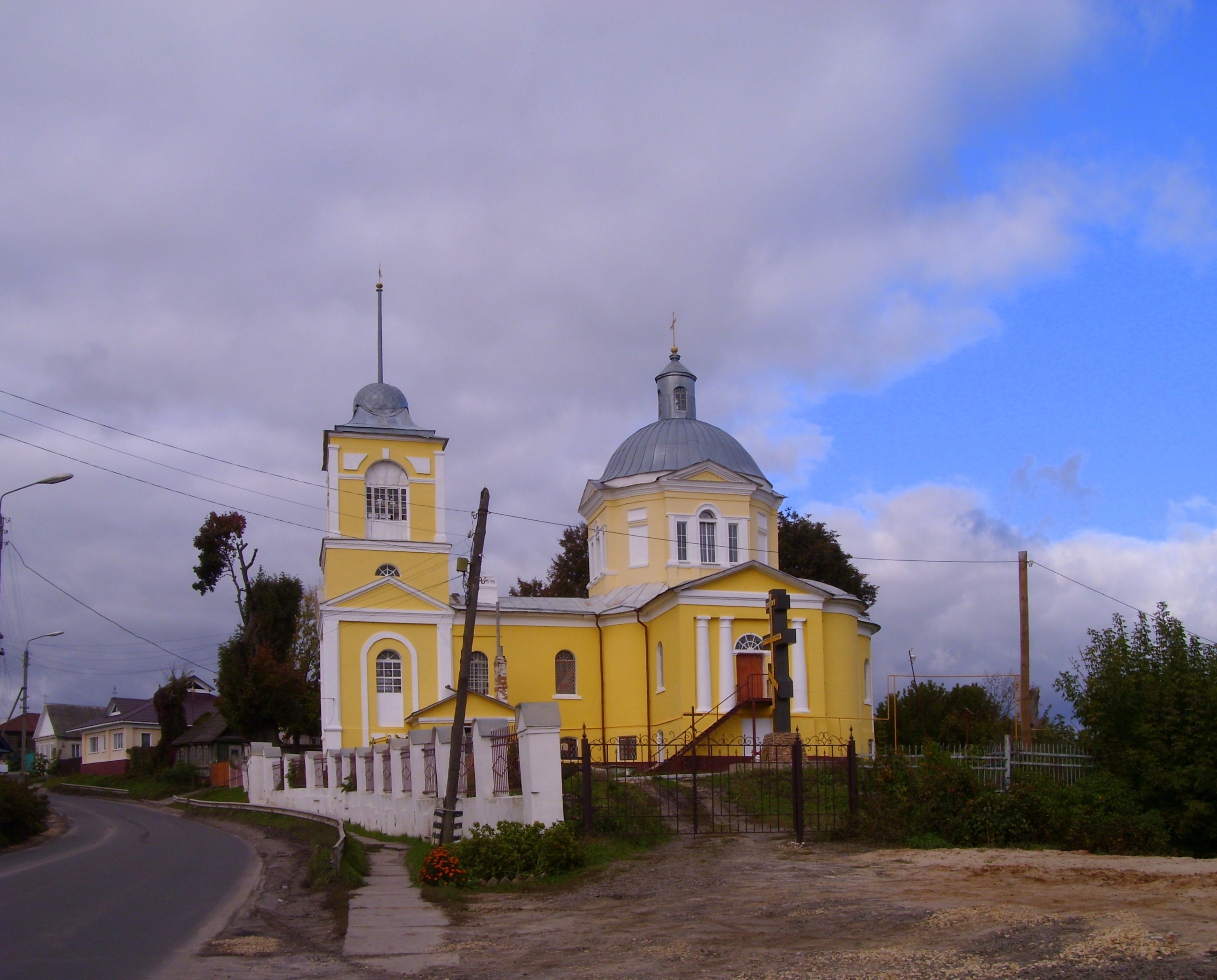
Cerkiew św. Eliasza
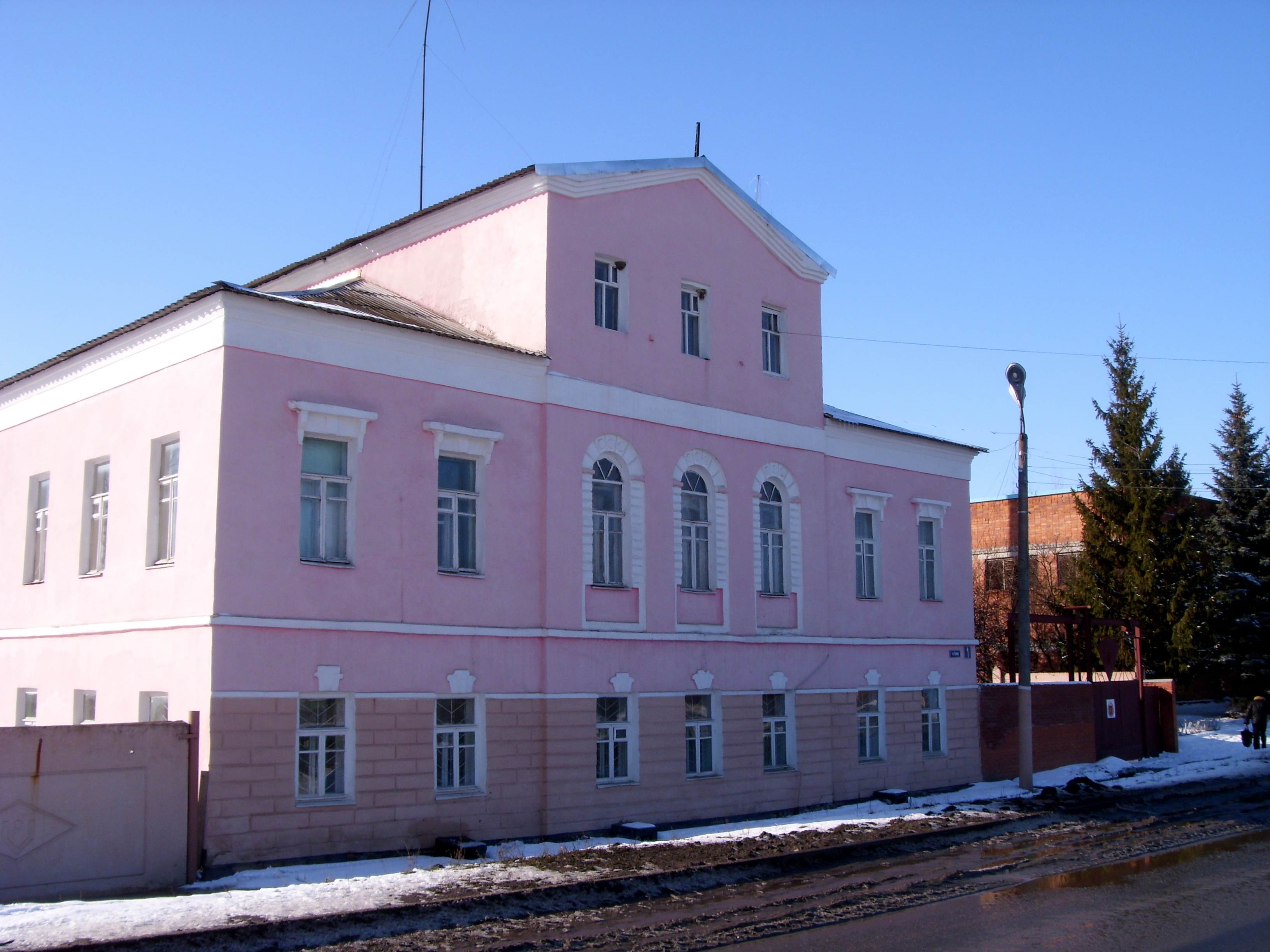
Zabytkowa kamienica
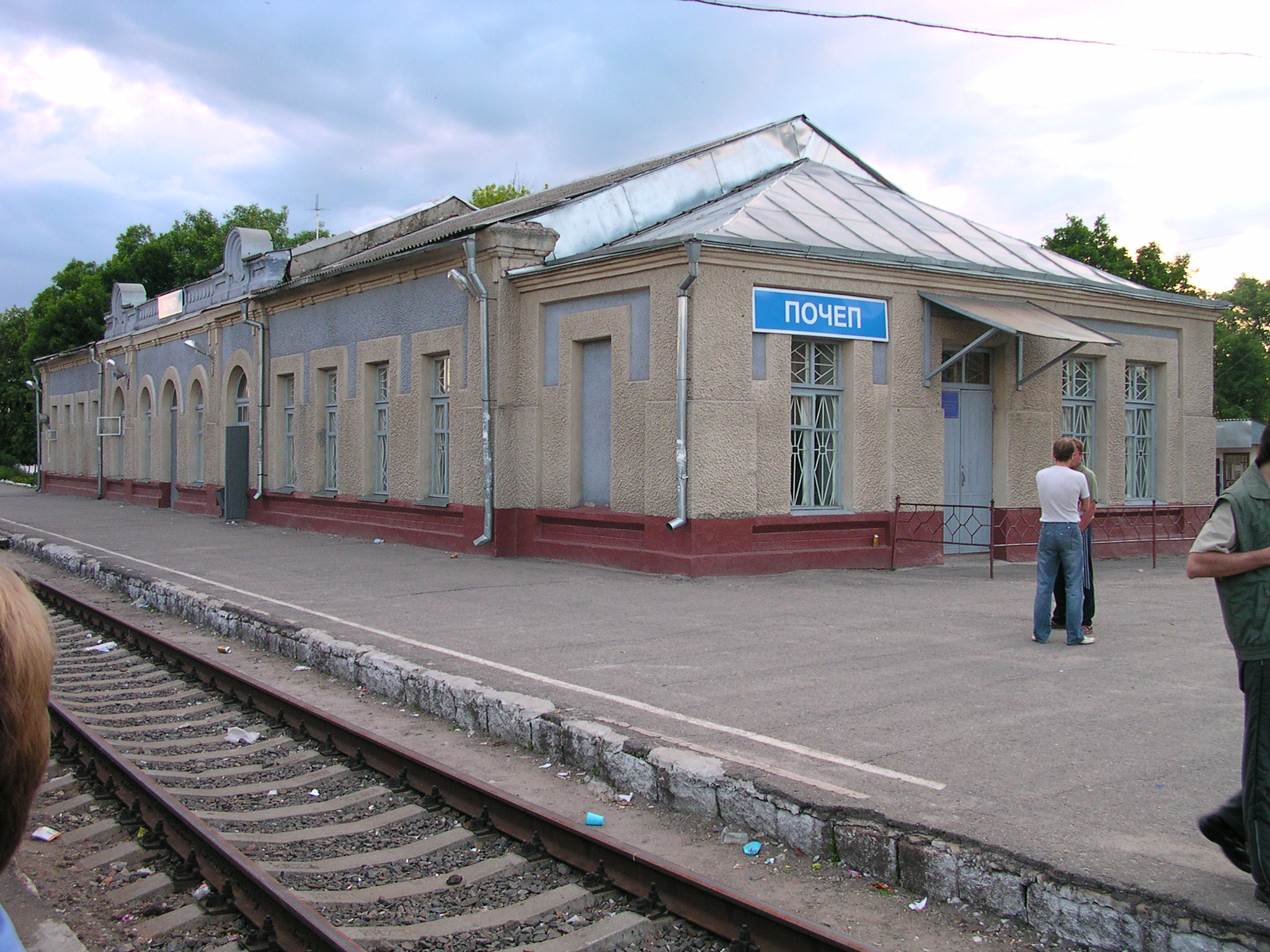
Dworzec kolejowy